# Syzygium avene
Syzygium avene är en myrtenväxtart som beskrevs av Friedrich Anton Wilhelm Miquel. Syzygium avene ingår i släktet Syzygium och familjen myrtenväxter. Inga underarter finns listade i Catalogue of Life.